# Jerry Goldsmith
Jerrald King Goldsmith (ur. 10 lutego 1929 w Los Angeles, zm. 21 lipca 2004 w Beverly Hills) – amerykański kompozytor muzyki filmowej i dyrygent.

## Życiorys

### Wczesne lata
Urodził się w Los Angeles w Kalifornii w rodzinie rumuńsko-żydowskiej. Jego rodzicami byli Tessa (z domu Rappaport), nauczycielka, i Morris Goldsmith, inżynier budowlany. Dorastał w Pasadenie. Rozpoczął edukację muzyczną na wczesnym etapie swojego życia, zaczynając od klasycznych lekcji gry na fortepianie w wieku 6 lat i przechodząc do kompozycji i teorii muzyki w wieku 14 lat. Jego ambicją było początkowo zostać kompozytorem muzyki klasycznej i występować w sali koncertowej. Zainspirowany w szczególności partyturą autorstwa Miklósa Rózsy dla filmu Alfreda Hitchcocka Urzeczona (Spellbound, 1945), Goldsmith zaczął uczyć się kompozycji filmu, studiując u samego Rózsy przez pewien czas na Uniwersytecie Południowej Kalifornii.

### Kariera
Pracował jako urzędnik w dziale muzycznym CBS, gdzie zdobył pierwsze zamówienie na skomponowanie muzyki do słuchowiska radiowego. W końcu przeniósł się do telewizji, tworząc muzykę do seriali takich jak Perry Mason (1959), Have Gun – Will Travel (1960), Strefa mroku (1960–1964), Gunsmoke (1960–1966) i Doktor Kildare (1961–1965).
W 1957 zadebiutował jako kompozytor filmowy niskobudżetowego westernu Warner Bros. Black Patch z udziałem Neda Glassa, Dana Blockera i Sebastiana Cabota. Był siedemnaście razy nominowany do Oscara. Statuetkę odebrał tylko raz: w 1976 za muzykę do horroru Omen, która w późniejszym czasie stała się jego najbardziej rozpoznawalnym dziełem. Zdobył pięć nagród Emmy. Najbardziej znany był wśród fanów Star Treka za kompozycje do filmów Star Trek, Star Trek V: Ostateczna granica, Star Trek: Pierwszy kontakt, Star Trek: Rebelia, Star Trek: Nemesis oraz ścieżki tytułowej serialu Star Trek: Voyager. Stworzył także muzykę do 3 pierwszych filmów o Johnie Rambo: Rambo – Pierwsza krew, Rambo II i Rambo III oraz do horroru Duch. Stworzył również muzykę do loga wytwórni Universal Pictures z lat 1997–2012.

## Życie prywatne
Był dwukrotnie żonaty. 23 września 1950 poślubił Sharon Hennagin, z którą miał czworo dzieci: trzy córki – Ellen, Carrie i Jennifer oraz syna Joela (ur. 19 listopada 1957), który również został kompozytorem. Jednak 1 czerwca 1970 doszło do rozwodu. 23 lipca 1972 ożenił się z Carol Heather Sheinkopf, z którą miał syna Aarona.
Zmarł 21 lipca 2004 w Beverly Hills w wieku 75 lat, po długiej walce z chorobą nowotworową.

## Filmografia

### Seriale TV
- 1959: Perry Mason
- 1960–1964: Strefa mroku
- 1961–1965: Doktor Kildare
- 1960–1966: Gunsmoke
- 1971: The Homecoming: A Christmas Story
- 1973: Barnaby Jones
- 1986: Niesamowite historie
- 1987: Star Trek: Następne pokolenie
- 1995: Star Trek: Voyager

### Filmy
- 1962: Ostatni kowboj
- 1962: Doktor Freud
- 1963: Polne lilie
- 1963: Nagroda
- 1964: Siedem dni w maju
- 1964: Rio Conchos
- 1965: Ekspres von Ryana
- 1965: W cieniu dobrego drzewa
- 1966: Ringo Kid
- 1966: Błękitny Max
- 1966: Ziarnka piasku
- 1968: Bandolero!
- 1968: Planeta Małp
- 1970: Patton
- 1970: Ballada o Cable’u Hogue’u
- 1970: Tora! Tora! Tora!
- 1971: Zawadiaki
- 1971: Ostatnia ucieczka
- 1971: Ucieczka z Planety Małp
- 1972: Śmierć binarna (TV)
- 1973: Papillon
- 1974: Chinatown
- 1975: Przełęcz Złamanych Serc
- 1975: Brawurowe porwanie
- 1976: Ucieczka Logana
- 1976: Omen
- 1977: Wyspy na Golfsztromie
- 1977: Aleja potępionych
- 1978: Rój
- 1978: Koziorożec 1
- 1978: Śpiączka
- 1978: Omen II
- 1978: Chłopcy z Brazylii
- 1979: Wielki napad na pociąg
- 1979: Obcy – ósmy pasażer Nostromo
- 1979: Star Trek
- 1980: Caboblanco
- 1981: Odległy ląd
- 1981: Omen III: Ostatnie Starcie
- 1982: Na drugą stronę
- 1982: Duch
- 1982: Tajemnica IZBY (film animowany)
- 1982: Rambo – Pierwsza krew
- 1983: Psychoza II
- 1983: Strefa mroku
- 1983: Pod ostrzałem
- 1984: Gremliny rozrabiają
- 1984: Supergirl
- 1985: Rambo II
- 1985: Legenda
- 1985: Kopalnie króla Salomona
- 1986: Mistrzowski rzut
- 1986: Duch II: Druga strona
- 1987: Nienawiść
- 1987: Interkosmos
- 1987: Lwie serce
- 1988: Rambo III
- 1988: Obcy przybysze
- 1988: Prawo i sprawiedliwość
- 1989: Na przedmieściach
- 1989: Lewiatan
- 1989: Star Trek V: Ostateczna granica
- 1990: Pamięć absolutna
- 1990: Wydział Rosja
- 1990: Gremliny 2
- 1991: Sypiając z wrogiem
- 1991: Tylko razem z córką
- 1992: Uzdrowiciel z tropików
- 1992: Nagi instynkt
- 1992: Wiecznie młody
- 1992: Gladiator
- 1992: Pole miłości
- 1993: Rudy
- 1993: Przedstawienie
- 1993: Super Mario Bros.
- 1993: Szósty stopień oddalenia
- 1993: Pełnia zła
- 1993: Zaginiona bez śladu
- 1993: Dennis Rozrabiaka
- 1994: Cień
- 1994: Wystrzałowe dziewczyny
- 1994: Dzika rzeka
- 1994: Narzeczona dla geniusza
- 1995: Rycerz króla Artura
- 1995: Zagadka Powdera
- 1995: Babe – świnka z klasą
- 1995: Kongo
- 1996: Ludzie miasta
- 1996: Krytyczna decyzja
- 1996: Reakcja łańcuchowa
- 1996: Star Trek: Pierwszy kontakt
- 1996: Duch i Mrok
- 1997: Lemur zwany Rollo
- 1997: Air Force One
- 1997: Lekcja przetrwania'
- 1997: Tajemnice Los Angeles
- 1998: Mulan (film animowany)
- 1998: Śmiertelny rejs
- 1998: Wydział pościgowy
- 1998: Mali żołnierze
- 1998: Star Trek: Rebelia
- 1999: Mumia
- 1999: Nawiedzony
- 1999: Trzynasty wojownik
- 2000: Człowiek widmo
- 2001: W sieci pająka
- 2001: Ostatni bastion
- 2002: Suma wszystkich strachów
- 2002: Star Trek: Nemesis
- 2003: Looney Tunes znowu w akcji

## Nagrody
- Nagroda Akademii Filmowej Najlepsza muzyka: 1977: Omen
- Nagroda Emmy
  - Najlepsze osiągnięcie w dziedzinie kompozycji muzycznej – program specjalny: 1973: The Red Pony
  - 1975: QB VII
  - 1976: Babe
  - 1981: Masada
  - Najlepsza muzyka do czołówki: 1995: Star Trek: Voyager
- Złota Malina Najgorsza piosenka: 1986: Rambo II